# Permanent Waves
| Recensione | Giudizio |
| ---------- | -------- |
| AllMusic   |          |

Permanent Waves è il settimo album in studio del gruppo rock canadese Rush, pubblicato il 14 gennaio 1980.
L'album è stato registrato al Le Studio di Morin-Heights in Québec nei mesi di settembre ed ottobre del 1979, ed è stato mixato al Trident Studios di Londra, Regno Unito in novembre dello stesso anno. Divenne il primo album dei Rush ad entrare nella US Top 5 (al quarto posto) e fu certificato d'oro dalla RIAA il 17 marzo 1980 e platino il 9 novembre 1987, diventando uno dei maggiori successi commerciali del gruppo.

## Descrizione
Permanent Waves segna un netto passaggio a sonorità più dirette e accessibili, e di conseguenza, una significativa espansione di vendite del gruppo con canzoni come The Spirit of Radio e Freewill che vennero trasmesse spesso in radio. In Freewill (letteralmente "libero arbitrio") il testo della canzone spiega che il "libero arbitrio" non è una regalo, ma piuttosto una scelta, sostenendo inoltre che un uomo può provare ad evadere da una situazione che gli è capitata.
Geddy Lee ha dichiarato che la parte finale del pezzo richiede l'utilizzo della porzione più acuta della sua propria estensione vocale.
La terza traccia dell'album,  Jacob's Ladder, grazie alla complessità degli arrangiamenti ed ai virtuosismi strumentali, ricorda lo stile degli album precedenti. La canzone possiede un oscuro, nebuloso incedere, con tempi dispari. Il testo della canzone è basato su un concetto semplice: una visione della luce del sole attraverso le nuvole. Il titolo è un riferimento al fenomeno naturale grazie al quale le nuvole "spezzano" la luce del sole in raggi visibili; tale fenomeno è anche chiamato "la biblica scala per il cielo", poiché Giacobbe ebbe una visione di angeli che salivano e scendevano la scala. Entre Nous ("Tra di noi") è in qualche modo simile nello stile a Freewill, mentre la ballata Different Strings divise fans e critica.
Una traccia profondamente diversa dalle altre è invece Natural Science, che dura circa 9 minuti ed è composta da tre distinti movimenti. I testi sono guidati da concetti di scienze naturali, temi di evoluzione, genetica e di civiltà, mettendo al centro l'uomo, che ha la responsabilità delle arti e delle scienze.
Secondo Neil Peart il lavoro di composizione dei brani è avvenuto in un clima particolarmente piacevole, amichevole e rilassato presso gli studi di Lakewoods Farm. Il primo pezzo musicale composto per l'album consisteva in una disorganica miscela di vari segmenti e idee, intitolato Uncle Tounouse, parti di quest'ultimo sono state utilizzate per varie soluzioni musicali nei successivi pezzi definitivi. I primi brani a esser completati sono stati The Spirit of Radio, Jacob's Ladder e Freewill, mentre Entre Nous è stato l'unico pezzo a presentare un testo già completato prima delle sedute di composizione. Un altro testo di Peart, Sir Gawain and the Green Knight, è stato composto ma subito scartato in quanto considerato estraneo al contesto del disco che stava per nascere. Dopo un breve tour di riscaldamento, utile per testare e perfezionare alcuni dei nuovi pezzi, i Rush si sono trasferiti negli studi di registrazione Le Studio, assistiti dal co-produttore Terry Brown e dal tecnico del suono Paul Northfield. L'esclusione di Sir Gawain and the Green Knight ha comportato in questa fase a una riscrittura di un brano da parte di Peart, musicalmente sono state invece riutilizzate anche parti del brano scartato: il risultato è stato Natural Science. Così come le fasi di composizione dei pezzi anche le registrazioni in  studio sono state caratterizzate da un clima molto favorevole, stimolante e sereno.
Permanent Waves viene recensito come classico hard-rock; un album che conferma la continua evoluzione musicale dei Rush, portata avanti in ogni album: nel disco la band integra le moderne sonorità della new-wave pur mantenendo intatte le sue radici hard-rock. Il cantato di Lee abbassandosi di tonalità è diventato più accessibile a tutti. L'album include due classici tra i più importanti del gruppo, The Spirit of Radio e Freewill e due brani epici Jacobs Ladder e Natural Science. Recensioni d'epoca parlano dell'album in maniera lusinghiera: Melody Maker apprezza il nuovo approccio musicale, con brani più brevi e accessibili rispetto al passato, e evidenzia la grande versatilità della band. Rolling Stone parla di una grande prova di maturità del gruppo, riconoscendolo come tra i migliori del proprio genere.

## Tracce
Testi di Neil Peart eccetto dove indicato, musiche di Geddy Lee e Alex Lifeson.
Lato A
1. The Spirit of Radio – 4:56
2. Freewill – 5:21
3. Jacob's Ladder – 7:26

Lato B
1. Entre Nous – 3:48
2. Different Strings – 3:31 (testo: Geddy Lee)
3. Natural Science – 9:17

## Formazione
Gruppo
- Geddy Lee - basso, sintetizzatori, voce
- Alex Lifeson - chitarra elettrica ed acustica
- Neil Peart - batteria, percussioni

Altri musicisti
- Hugh Syme - pianoforte in Different Strings

## Classifiche
| Classifica (1980) | Posizione massima |
| ----------------- | ----------------- |
| Stati Uniti       | 4                 |

## Principali edizioni e formati
Permanent Waves è stato pubblicato nel corso degli anni in varie edizioni, ristampe e formati; queste le principali:
- 1980, Anthem Records (solo Canada), formato: LP, MC, 8-Tracks
- 1980, Mercury Records, formato: LP, MC, 8-Tracks
- 1990, Mercury Records, formato: CD
- 1997, Mercury Records, formato: CD, rimasterizzato
- 2007, Mobile Fidelity Sound Lab, formato: CD oro 24k
- 2008, Mobile Fidelity Sound Lab, formato: LP (vinile 180 g.)
- 2015, Mercury Records, formato: LP (vinile 200 g.), rimasterizzato
- 2020, Mercury Records, formato: doppio CD, triplo LP (vinile 180 g.), 40th anniversary edition
- 2011, Mercury Records, all'interno del cofanetto Sector 2, formato: CD, rimasterizzato

### 40th anniversary edition
L'edizione 40th anniversary è stata pubblicata il 29 maggio 2020 in varie versioni (doppio CD, triplo LP, oppure in tutti i formati con l'aggiunta del blu-ray nella versione "super deluxe edition"). Essa presenta:
- la copertina e artwork rivisitati (diversa dall'originale) da Hugh Syme
- la versione rimasterizzata delle tracce originali presso gli Abbey Road Studios (nella versione già edita nel 2015)
- 11 brani dal vivo registrati in 3 diverse tappe durante il Permanent Waves Tour: a Manchester, Londra e Saint Louis (Beneath, Between & Behind, By-Tor & the Snow Dog, Xanadu, The Spirit of Radio, Natural Science, The Trees, Cygnus X-1, Cygnus X-1 Book II Hemispheres, Closer to the Heart, Jacob's Ladder, Freewill)
- libretto di 40 pagine con foto inedite
- vari gadget e riproduzione del tourbook di Permanent Waves